# Пътуване до центъра на Земята
„Пътуване до центъра на Земята“ (на английски: Journey to the Center of the Earth) е американски 3D научнофантастичен екшън-приключенски филм от 2008 г. на режисьора Ериг Бревиг, във филма участват Брендън Фрейзър, Джош Хъчърсън, Анита Брием и Сет Мейърс. Продуциран от Ню Лайн Синема, това е адаптация на романа от 1864 г., написан от Жул Верн (в който предишно е адаптиран много пъти, най-често в едноименния филм от 1959 г.), и е пуснат по 3D кината от Уорнър Брос Пикчърс на 11 юли 2008 г.
Филмът получи смесени отзиви от критиците и спечели $244.2 милиона срещу бюджет от $60 милиона.

## Актьорски състав
| Актьор               | Роля                     |
| -------------------- | ------------------------ |
| Брендън Фрейзър      | Професор Тревър Андерсън |
| Джош Хъчърсън        | Шон Андерсън             |
| Анита Брием          | Хана Асгеирсон           |
| Жан-Мишел Паре       | Максуел Андерсън         |
| Джейн Уелър          | Елизабет Андерсън        |
| Джанкарло Калтабиано | Ленърд                   |

## В България
В България филмът е пуснат по кината на 24 октомври 2008 г. от Александра Филмс.
През 2009 г. е издаден на DVD от Прооптики България.
На 25 ноември 2012 г. е излъчен по bTV с български дублаж. Екипът се състои от:
| Озвучаващи артисти  | Даниела Сладунова Константин Каракостов Благой Бойчев Васил Бинев |
| Преводач            | Боряна Петрова-Дешева                                             |
| Тонрежисьор         | Стефан Македонски                                                 |
| Режисьор на дублажа | Чавдар Монов                                                      |